# Kurugongo
Kurugongo è una circoscrizione rurale (rural ward) della Tanzania situata nel distretto rurale di Kasulu, regione di Kigoma. Conta una popolazione di 21 817 abitanti (censimento 2012).